# Manfrinópolis
Manfrinópolis ist ein brasilianisches Munizip im Südwesten des Bundesstaats Paraná. Es hat 2770 Einwohner (2022), die sich Manfrinopolitaner nennen. Seine Fläche beträgt 216 km². Es liegt 541 Meter über dem Meeresspiegel.

## Etymologie
Der Ort wurde ursprünglich Encantilhado (deutsch: erfreulicherweise) genannt. Dem lag ein Erlebnis einiger Waldroder zugrunde. Sie hatten in der Nähe des Flusses, der damals noch keinen Namen hatte, übernachtet. Als sie schon in Richtung Barracão weitergezogen waren, stellten sie fest, dass sie ihre  Feldflasche mit Cachaça an ihrem Übernachtungsplatz vergessen hatten. Zwei von ihnen gingen zurück, und tatsächlich trafen sie jemanden, der ihnen sagen konnte, dass er am anderen Flussufer eine solche Flasche gesehen hätte. Sie nannten den Fluss auf diese erfreuliche Begebenheit hin Encantilhado.
Der heutige Name der Gemeinde ist eine Ehrung für Moisés Manfrim, der in der Region Holzfäller war. Manfrin ist ein Familienname, der ursprünglich aus dem deutschen Sprachraum stammt. Der Begriff Polis kommt aus dem Griechischen und bedeutet Stadt.

## Geschichte

### Ursprünge
In dem ausgedehnten Gebiet, in dem die Gemeinde liegt, haben unzählige indigene Völker gelebt. Zu den bekanntesten Stämmen gehörten die Chapuá, Chovas und Caiurucrês. Die ersten Entdecker hatten Probleme mit den Eingeborenenstämmen, obwohl sich einige von ihnen als freundlich erwiesen und in das System integriert wurden. Es entwickelten sich die Paraná-Caboclos.
Die Region erlebte die Probleme des Contestado-Aufstandes (1912–1916).
Später nahm sie an den unruhigen Zeiten der Rechtsstreitigkeiten zwischen Landbesetzern und Grileiros teil. Der Siedleraufstand im Jahr 1957 war ein bahnbrechendes Ereignis, bei dem ein großer Teil des Bodens in diesem Teil des Landes legalisiert wurde.

### Besiedlung
Zwischen 1950 und 1956 durchquerten Pioniere das Gebiet und eröffneten Wege, die nach Barracão führten, das bereits ein Dorf war und einen kleinen Handel betrieb. Diese Pioniere lebten in Marrecas (der heutigen Gemeinde Francisco Beltrão). Ihr Hauptziel war es, das Gebiet zu erkunden.
Nachts versammelten sich diese Menschen um Lagerfeuer, die einerseits wilde Tiere verscheuchten. Damals waren Jaguare, Affen, Nasenbären, Hirsche, Gürteltiere, Urus (Rebhühner), Jacutingas (Hokkohühner) oder Nhambus (Steißhühner) noch häufig anzutreffen. Andererseits markierten die Feuerstellen auch die Orte, durch die sie kamen. Der größte Teil des Landes in diesem Gebiet gehörte der Kolonisierungsfirma Erechim aus Rio Grande do Sul. Der andere Teil gehörte der Bundesbehörde Grupo Executivo para as Terras do Sudoeste Paranaense (GETSOP).
Im Jahr 1954 eröffnete ein Bulldozer der Erechim die Straße zwischen Francisco Beltrão und Manfrinópolis und Salgado Filho.
Ab 1956 kamen Familien aus Santa Catarina und Rio Grande do Sul, darunter Ladislau Turski, José de Paula, André Rabaioli, Valdomiro Pilati und Arcebides Panzera. Diese Familien rodeten den Wald, legten Wege an und begannen mit dem Bau kleiner Hütten aus Holzbrettern.
Die Pionierfamilien beschäftigten sich bald mit der religiösen Frage. Da sie immer noch keinen festen Ort hatten, an dem sie sich versammeln und beten konnten, bot José de Paula, der ein Haus mit einer Scheune besaß, diesen Ort als Treffpunkt an. Zu dieser Zeit gab es keine Priester in der Gegend und die Gottesdienste fanden alle drei Monate in der Gemeinde Salgado Filho statt.
Die Scheune wurde auch als Schule genutzt. Zu dieser Zeit meldete sich ein Einwohner namens Pires freiwillig, um die Kinder zu unterrichten, und wurde so zum ersten Lehrer des Ortes.
Im Jahr 1958 brachte der Pfarrer, der den Ort betreute, ein Heiligenbild des Heiligen Christophorus mit, der später zum Schutzpatron der Gemeinde wurde.
Der Sonntagmorgen war der Jagd vorbehalten, denn es gab viele Arten von Wildtieren, und am Abend versammelte man sich, um von den Jagden zu erzählen, Karten zu spielen und zu singen.

### Erhebung zum Munizip
Manfrinópolis wurde durch das Staatsgesetz Nr. 11261 vom 21. Dezember 1995 aus Salgado Filho ausgegliedert und in den Rang eines Munizips erhoben. Es wurde am 1. Januar 1997 als Munizip installiert.

## Geografie

### Fläche und Lage
Manfrinópolis liegt auf dem Terceiro Planalto Paranaense (der Dritten oder Guarapuava-Hochebene von Paraná). Seine Fläche beträgt 216 km². Es liegt auf einer Höhe von 541 Metern.

### Vegetation
Das Biom von Manfrinópolis ist Mata Atlântica.

### Klima
Das Klima ist gemäßigt warm. Es werden hohe Niederschlagsmengen verzeichnet (1933 mm pro Jahr). Im Jahresdurchschnitt liegt die Temperatur bei 19,1 °C. Die Klimaklassifikation nach Köppen und Geiger lautet Cfa.

### Gewässer
Manfrinópolis liegt im Einzugsgebiet des Iguaçu. Der Capanema-Nebenfluss Rio Tamanduá bildet zusammen mit seinem rechten Zufluss Rio Encantilhado die südwestliche Grenze des Munizip. Der Arroio Leão und der Arroio Lambedor durchfließen das Munizip von Ost nach West und münden in den Tamanduá.

### Straßen
Manfrinópolis ist über die PR-182 mit Francisco Beltrão und Salgado Filho verbunden.

### Nachbarmunizipien
| Pinhal de São Bento | Ampére                                      |                   |
|                     | Kompassrose, die auf Nachbargemeinden zeigt | Francisco Beltrão |
| Salgado Filho       | Flor da Serra do Sul                        |                   |

## Stadtverwaltung
Bürgermeisterin: Fátima Pegoraro Oliveira, PSC (2021–2024)
Vizebürgermeister: Taisller Guimarães da Silva, PSDB (2021–2024)

## Demografie

### Bevölkerungsentwicklung
| Jahr | Einwohner | Stadt | Land |
| ---- | --------- | ----- | ---- |
| 2000 | 3.802     | 12 %  | 88 % |
| 2010 | 3.127     | 21 %  | 79 % |
| 2022 | 2.770     |       |      |

Quelle: IBGE, bis 2010: Volkszählungen und Volkszählung 2022

### Ethnische Zusammensetzung
| Gruppe * | 2000    | 2010    | wer sich als …                                                                   |
| --- | ------- | ------- | -------------------------------------------------------------------------------- |
| Weiße | 70,4 %  | 65,6 %  | weiß bezeichnet                                                                  |
| Schwarze | 7,3 %   | 2,2 %   | schwarz bezeichnet                                                               |
| Gelbe | 0,0 %   | 2,4 %   | von fernöstlicher Herkunft wie japanisch, chinesisch, koreanisch etc. bezeichnet |
| Braune | 22,3 %  | 29,8 %  | braun oder als Mischung aus mehreren Gruppen bezeichnet                          |
| Indigene | 0,0 %   | 0,0 %   | Ureinwohner oder Indio bezeichnet                                                |
| ohne Angabe | 0,0 %   | 0,0 %   |                                                                                  |
| Gesamt | 100,0 % | 100,0 % |                                                                                  |
| *) Das IBGE verwendet für Volkszählungen ausschließlich diese fünf Gruppen. Es verzichtet bewusst auf Erläuterungen. Die Zugehörigkeit wird vom Einwohner selbst festgelegt. |         |         |                                                                                  |

Quelle: IBGE (Stand: 1991, 2000 und 2010)

## Wirtschaft

### Kennzahlen
Mit einem Bruttoinlandsprodukt pro Einwohner von 21.151,17 R$ bzw. rund 4.700 € lag Manfrinópolis 2019 auf dem 333. Platz der 399 Munizipien Paranás.
Sein mittelhoher Index der menschlichen Entwicklung von 0,645 (2010) setzte es auf den 363. Platz der paranaischen Munizipien.